# Попков, Пётр Сергеевич
Пётр Серге́евич Попко́в (23 января (10 января) 1903 года, село Колитеево, Владимирский уезд, Владимирская губерния, Российская империя — 1 октября 1950 года, Ленинград, РСФСР) — советский партийный деятель. Первый секретарь Ленинградского обкома и горкома ВКП(б) (1946—1949).

## Биография
Родился в рабочей семье. Отец, Сергей Сергеевич Попков — столяр. Мать, Мария Петровна Гусева — домохозяйка. Семья Попковых состояла из девяти человек.
В 1910 году поступил в церковно-приходскую школу в родном селе, но уже в мае 1912 года был отдан в батраки (в подпаски общественного скота). Батраком он проработал около четырёх лет в разных деревнях Владимирской губернии.
В ноябре 1915 г. по требованию отца переехал на постоянное место жительства в город Владимир, где начал работать в частной пекарне. В 1917 году во Владимире был организован «Союзе столяров», и он поступил туда на работу учеником по столярному делу. С мая 1918 г. перешёл на службу в губернский отдел связи, а с конца 1920 по 1925 год работал столяром на заводе «Красный строитель».
С 1925 года — секретарь Владимирского волостного комитета ВЛКСМ.
Член ВКП(б) с 1925 года. В 1937 году — окончил Ленинградский институт инженеров коммунального строительства.
- 1926—1928 гг. — заведующий столярной мастерской Владимирского городского отдела коммунального хозяйства,
- 1937 г. — заведующий научно-исследовательским сектором и секретарь парткома Ленинградского института инженеров коммунального хозяйства,
- 1937—1938 гг. — председатель исполнительного комитета Ленинского районного Совета в Ленинграде,
- 1938—1939 гг. — первый заместитель председателя Ленинградского городского Совета,
- 1939—1940 гг. — председатель Ленинградского городского Совета
- 1940—1946 гг. — председатель исполнительного комитета Ленинградского городского Совета.

С 1941 года — член Комиссии по вопросам обороны Ленинграда. С апреля 1942 года — член Военного совета Ленинградской армии ПВО.
Один из организаторов и руководителей обороны Ленинграда в годы Великой Отечественной войны 1941—1945 годов. В этот период были реорганизованы все сферы жизни города в связи с началом Великой Отечественной войны и блокады. Городская промышленность переведена на оборонные нужды. Созданы стационары для больных дистрофией. Организована санитарная очистка города. Проложен кабель по дну Ладожского озера для подачи электроэнергии с Волховской ГЭС.
13 января 1944 года вместе с Алексеем Бубновым подписал решение Ленгорисполкома о возвращении 20 площадям и улицам Ленинграда их исторических дореволюционных названий (в том числе Дворцовой площади, Невскому проспекту и Садовой улице).
В 1946 году были начаты работы по восстановлению и реконструкции города. Отменена карточная система распределения продуктов. Возобновлена деятельность Ленинградского коксогазового завода и организовано теплоснабжение города. Введены в строй крупные газгольдерные станции.
В 1946—1949 годах — первый секретарь Ленинградского обкома и горкома ВКП(б).
Кандидат в члены ЦК ВКП(б) (1939—1946). С 1946 года — депутат Верховного Совета СССР 2-го созыва, член Президиума Верховного Совета СССР (1946—1949). Избирался депутатом Верховный Совет РСФСР 1-го и 2-го созывов.
15 февраля 1949 года снят с поста[какого?] с объявлением ему строгого выговора. В марте 1949 года командирован в аспирантуру Академии общественных наук при ЦК ВКП(б).
13 августа 1949 года был арестован в кабинете Г. М. Маленкова; являлся одним из главных фигурантов «Ленинградского дела» — послевоенных чисток в партаппарате.
1 октября 1950 года был расстрелян.
30 апреля 1954 года военной коллегией Верховного Суда СССР приговор как фальсифицированный был отменён, и П. С. Попков полностью реабилитирован (посмертно). В партийном отношении решением КПК при ЦК КПСС реабилитирован 18 сентября 1987 года.

## Награды и звания
- 2 ордена Ленина,
- Орден Отечественной войны 1-й степени
- Медаль «За оборону Ленинграда» (3 июля 1943 года)[5]
- другими медалями.

## Память
В Санкт-Петербурге на доме № 29/37 по Кронверкской улице установлена гранитная мемориальная доска с надписью: 
В этом доме с 1939 по 1950 год жил Петр Сергеевич Попков, председатель Исполкома Ленинградского городского Совета депутатов трудящихся в годы Великой Отечественной войны
Доска установлена в 1983 году. Архитектор Исаева В. В.